# Jean Mermoz

Latécoère 28

Jean Mermoz (Aubenton, Aisne, 9 de dezembro de 1901 – 7 de dezembro de 1936), foi um piloto da companhia francesa Aéropostale (Linhas Aéreas Latécoère). Realizou a primeira viagem transatlântica de correio aéreo sem escalas: de Saint-Louis (atual Senegal), partiu no dia 12 de maio de 1930, e chegou a Natal, no Brasil, 21 horas depois, percorrida uma distância de 3.173 km a bordo de um Laté 28.

## História
A carreira de aviador começou aos 19 anos. Reprovado no vestibular, Mermoz alistou-se no exército. Optou pela aviação não por vocação, mas por um melhor salário. Quatro anos depois, rebela-se contra a disciplina militar, busca a aviação civil e é admitido nas Linhas Aéreas Latécoère em 1924. Trabalha na oficina por três semanas, até o dia do teste, quando suas acrobacias desagradam o temido diretor da companhia, Didier Daurat, tido como extremamente rigoroso, responsável por enquadrar e estimular os "mais novos" - pilotos desempregados do pós-guerra: "Aqui não contratamos acrobatas. Se o senhor quer fazer circo, deve procurar outro lugar"...
Em 1926, começa efetivamente a construir sua carreira como piloto ao voar sobre o Saara na mira dos mouros dissidentes do Marrocos Espanhol e, na América do Sul, realiza voos noturnos. Entretanto, o que definiu sua reputação e o seu nome na história da aviação ocorreu em 1930, com o feito da primeira ligação postal sem escalas sobre o Atlântico Sul. 
Em 1936, aos 35 anos, já como inspetor da Air France, Jean Mermoz e sua tripulação desapareceram no Atlântico, durante a sua 25.ª travessia do Atlântico Sul, a bordo de um hidroavião Laté 300.